# Título nobiliario

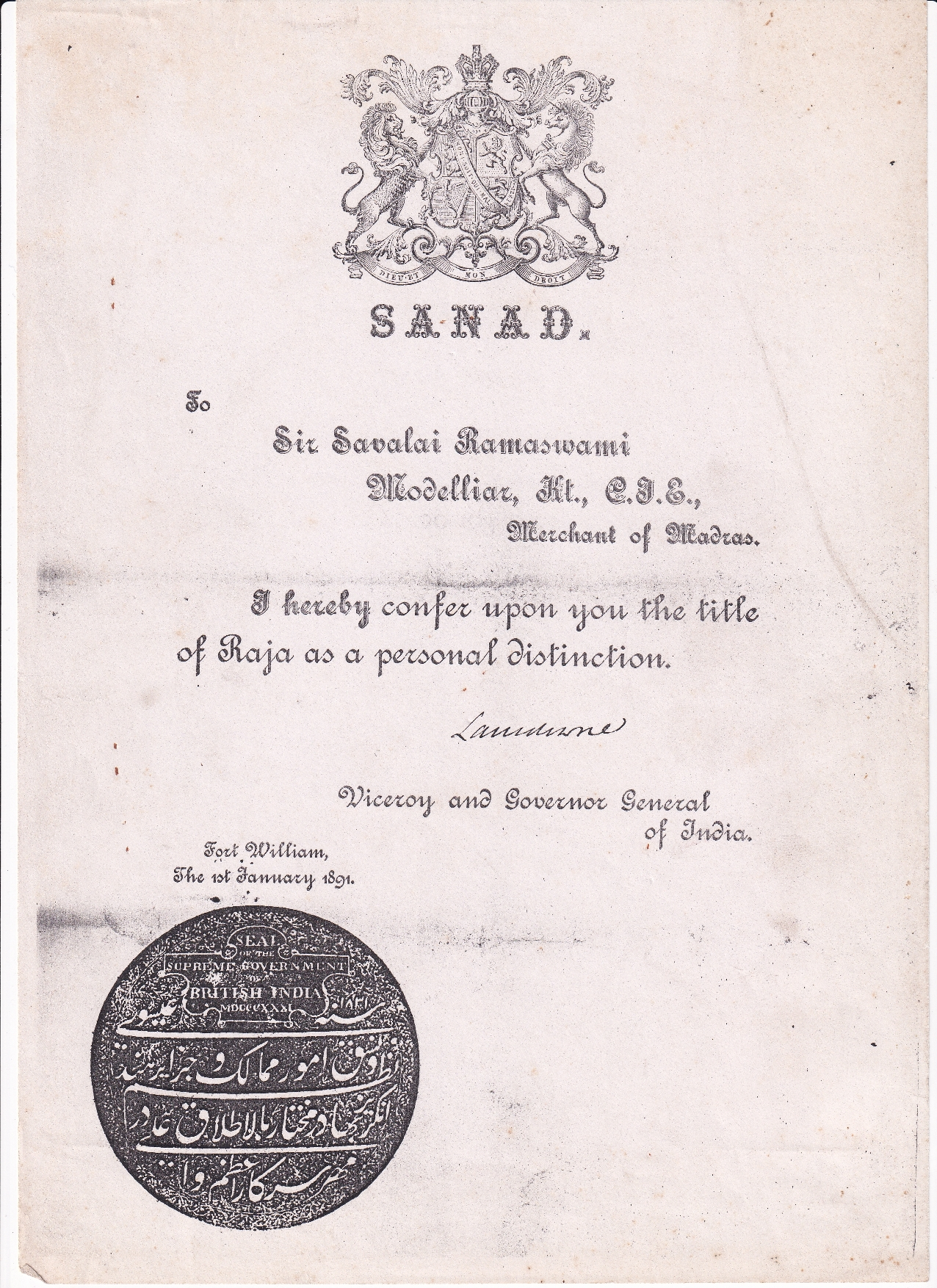
El título nobiliario de rajá fue conferido a sir Savalai Ramaswami Mudaliar, como una distinción personal, por Lansdowne, virrey y gobernador general de la India en Fort William, el 1 de enero de 1891

Un título nobiliario es un privilegio legal concedido desde la antigüedad, que distingue a los miembros de la nobleza. Estos títulos solían estar asociados con la posesión de tierras y propiedades, así como con responsabilidades y deberes hacia la comunidad.

## Historia
Según Nicolás Maquiavelo, en su Historia de Florencia, Libro Primero, lo que inició el uso de los títulos que hoy se conocen como nobiliarios, fue que, muerto Justiniano, le sucedió su sobrino Justino II, quien por consejo de su mujer, Sofía, hizo salir de Italia al eunuco Narsés, y en su lugar envió a Longinos, que habitó en Rávena, y dio una nueva organización a Italia: no nombró gobernadores, como habían hecho los godos, que ya estaban fuera de Italia, sino que en todas las ciudades y territorios de alguna importancia puso autoridades a los que llamó 'duques' (dux), y puso a Roma bajo el mando de un duque que enviaban cada año desde Rávena.
En la Iglesia católica fue el papa Pascual I, en cuyo tiempo los párrocos de Roma comenzaron a llamarse cardenales y se arrogaron tanta autoridad, sobre todo desde que ellos mismos excluyeron al pueblo de la elección del pontífice, que raras veces el elegido dejaba de ser uno de ellos. A la muerte de Pascual, fue nombrado papa Eugenio II, del título de santa Sabina. Italia, desde que pasó a manos de los franceses, cambió en parte de forma y de organización, por haber adquirido el papa más autoridad en lo temporal, y por haber introducido ellos el título de condes y de marqueses, lo mismo que antes Longinos, exarca de Rávena, había introducido el de duques.
En Hispania, además de estos, existieron los títulos denominados 'señoríos', y algunos menos conocidos como 'palanca', o los 'infanzones', que en Aragón equivalían a los 'hidalgos' castellanos, pero esto fue posterior.
Los privilegios otorgados por la nobleza son hoy casi exclusivamente protocolares, e incluso en España deben abonarse derechos para la sucesión hereditaria de un título. En España habría hoy unos 2.850 'títulos nobiliarios', pero durante la Edad Media constituyeron la base del sistema feudal, que tuvo diversas organizaciones y uso del poder en unos y otros países y regiones, y aún dentro de un mismo país, organizando la posesión de la tierra y las relaciones de vasallaje. A título comparativo, y según declaraciones de uno de sus miembros, el total de propiedades de la casa de Alba hacia el año 2008 era de 24 000 hectáreas. Hoy sobreviven únicamente en los países de régimen monárquico: Bélgica, Dinamarca, España, Liechtenstein, Luxemburgo, Mónaco, Países Bajos, Reino Unido o Suecia y de forma marginal en Noruega; en algunas repúblicas como Alemania los títulos han pasado a formar parte del apellido. La Santa Sede otorgaba títulos nobiliarios pontificios, pero tras el Concilio Vaticano II esta práctica ha caído en desuso.
En Portugal el Reino de Portugal fue abolido en 1910 tras la Revolución del 5 de octubre y la proclamación de la I República, sin embargo, el decreto del 15 de octubre de 1910 en su artículo cuarto permite el uso de títulos nobiliarios de forma implícita bajo la cláusula de «de juro e herdade» así como el Tratado de Direito Civil de 1929 en su volumen I permite el uso de los títulos nobiliarios como complemento de la identificación de los individuos.
Los títulos nobiliarios tienen, en su mayor parte, carácter hereditario. La sucesión recae en el hijo o hija primogénito del anterior poseedor y su uso se extiende a los consortes legítimos y a los cónyuges viudos mientras no contraigan nuevas nupcias.
En la mayoría de los países que mantienen una legislación nobiliaria en vigor, como España o Reino Unido, los títulos no pueden ser objeto de transacciones comerciales y su uso indebido o usurpación están penalizados por la Ley.

## Abolición de la nobleza

### América

#### Argentina
En Argentina, los títulos nobiliarios fueron abolidos por la Asamblea del Año XIII (1813). El artículo 16 de su constitución nacional (1853) dice: 
La Nación Argentina no admite prerrogativas de sangre, ni de nacimiento: No hay en ella fueros personales ni títulos de nobleza. Todos sus habitantes son iguales ante la ley, y admisibles en los empleos sin otra condición que la idoneidad.

#### Chile
En Chile, el director supremo Bernardo O'Higgins decretó la abolición de todos los títulos de nobleza y la destrucción de los escudos de armas de las fachadas de las casas e insignias el 22 de marzo de 1817. La firma de la Declaración del Gobierno de Chile ratificó lo anterior el 15 de septiembre de 1817.

#### El Salvador
En el Estado salvadoreño, oficialmente, no se reconoce ningún título nobiliario desde 1824, cuando se promulgó la primera constitución salvadoreña, en el marco de la constitución federal de la desaparecida República Federal de Centro América, de la cual formó parte. En la actualidad, la constitución vigente, en su artículo 3.°, se establece de manera literal: «No se reconocen empleos ni privilegios hereditarios».

#### México
En México los títulos nobiliarios están abolidos. En la Constitución de 1857 quedó establecido en el artículo 12 de la misma la inexistencia de «títulos de nobleza, ni prerrogativas, ni honores hereditarios». En la vigente Constitución Política de los Estados Unidos Mexicanos de 1917 se refrendó dicha disposición, incluso en el mismo número de artículo. Una interpretación de 2017 de la Suprema Corte de Justicia de la Nación de ese país asoció este artículo con el párrafo quinto del Artículo 1 constitucional, razonando que cualquier prerrogativa asociada al origen o nacimiento de la persona o cualquier otra condición inherente a ella «resulta contrario a la dignidad humana» y por tanto, discriminatoria.

#### Perú
El Perú, al haber sido durante más de doscientos años el Virreinato más grande de Sudamérica, era el país que más títulos nobiliarios tenía. José de San Martín propuso cambiar los títulos de Castilla por los denominados «Títulos del Perú» para la nobleza en el Perú, pero su proyecto fracasó al elegir el país el sistema republicano. Luego Simón Bolívar abolió de hecho todos los títulos nobiliarios peruanos que ya habían sido cuestionados por el Congreso Peruano el 11 de noviembre de 1823, mientras todavía el poder español tenía el control de la mayor parte del territorio peruano.

#### Uruguay
En Uruguay, la Constitución de 1830 ratifica lo ya resuelto en la Asamblea del Año XIII.

### Europa
Muchos países europeos tienen legalmente abolida la nobleza. En Rusia desde 1917 tras la Revolución rusa, el régimen socialista abolió los títulos nobiliarios y emprendió una persecución política hacia la aristocracia nacional. 
Tampoco en los países derrotados en la Primera Guerra Mundial: los resultantes del disuelto Imperio austrohúngaro en 1919, del alemán también desde 1919 y del otomano en 1923 con el nacimiento de la República de Turquía. Se da la excepción de Hungría, que continuó teniendo estatus de Reino, por lo que no se abolieron los títulos hasta 1947 tras la Segunda Guerra Mundial y su conversión en una República. Posteriormente al conflicto finalizó la nobleza en Italia en 1947 y en Grecia en 1974, tras el referéndum que dio paso a la República y promulgación de una nueva constitución. En dichos países los títulos nobiliarios quedaron abolidos y su uso no es reconocido por ninguna institución de dichos Estados. En algunos casos está legalmente prohibido su uso, como en Austria, por la Ley de Abolición de la Nobleza, incluidos los títulos de países extranjeros, mientras que en otros como Alemania el título pasó a convertirse en el apellido, un ejemplo Alexandra, Prinzessin von Hannover, von Eckardstein, von Brünneck.
No obstante aunque Grecia es una república, los títulos de la familia real griega son avalados y reconocidos oficialmente por la corte de la monarquía danesa, lo que los convierte en títulos legales en Dinamarca o, por cortesía, en cualquier país monárquico. Todos los miembros de la antigua familia real griega, con excepción de Marina, consorte del príncipe Miguel y las princesas Alejandra y Olga, ostentan los títulos de príncipes y princesas de Grecia y Dinamarca con el tratamiento de alteza real, válidos únicamente en Dinamarca.
En España los títulos nobiliarios fueron legalmente abolidos durante la II República, mediante la Constitución aprobada el 9 de diciembre de 1931. El artículo 25 decía: "El Estado no reconoce distinciones y títulos nobiliarios". Esta abolición finalizó de facto en 1939, si bien no se hizo efectiva hasta la promulgación de nuevas leyes franquistas en 1947. La vigente Constitución Española de 1978 reconoce al rey el derecho a otorgar honores con arreglo a las leyes, y en este marco se encuadra la actual legislación nobiliaria española. Los poseedores de títulos nobiliarios, así como sus consortes legales y los cónyuges viudos, pueden hacer uso de sus títulos y defenderlos frente a terceros sin más privilegio que el tratamiento protocolario de excelentísimos señores a los Grandes de España y de ilustrísimos señores al resto de la nobleza titulada.
En Francia fueron abolidos en varias ocasiones y restaurados posteriormente desde la Revolución francesa hasta la III República en 1870. Actualmente, pese a no tener ningún privilegio, son legales y están regulados desde 1986 por el Ministerio de Justicia a través de la Oficina de Derecho Civil General (Bureau du droit civil général).